# Miracle Workers
I Miracle Workers sono stati un gruppo musicale garage rock statunitense originario di Portland, Oregon.

## Storia del gruppo

### Gli inizi: 1982-1986
Il primo nucleo della band si forma nel gennaio del 1982 dall'incontro tra Gerry Mohr (voce) e Joel Barnett (basso). Gli inizi non sono facili, soprattutto per l'avvicendarsi dei musicisti all'interno della band. Il chitarrista ed il batterista originali lasciano il gruppo subito dopo la formazione dello stesso, perché non interessati al genere garage rock. Un amico di Joel Barnett, Matt Rogers, subentra allora come chitarrista, mentre Ron Sheridan diventa il batterista (salvo abbandonare dopo poco tempo per seguire una diversa carriera). La band si stabilizza nel 1984, dopo l'ingresso di Danny Demiankow l'anno precedente alle tastiere ed alla chitarra, e Gene Trautmann alla batteria. Dopo la pubblicazione  dei primi due EP (Miracle Workers (1983, 4 pezzi, nella quale è accreditato come batterista Jeff Grassi), e 1000 Micrograms of the Miracle Workers (1984, 6 pezzi)), fu grazie all'incontro con Greg Shaw della Voxx Records, che i Miracle Workers produssero il loro primo album dal titolo Inside Out nel 1985. Nel 1986 la band si trasferisce a Los Angeles.

### Dal 1986 allo scioglimento
Fino a quel momento la band venne inquadrata nel movimento del garage rock revival, insieme a gruppi come The Chesterfield Kings, Lyres, The Unclaimed ed altri ancora. Nello stesso anno sia Joel Barnett che Danny Demiankow lasciano il gruppo. Barnett viene sostituito al basso da Robert Butler (fino ad allora negli Untold Fables), mentre Demiankow non viene rimpiazzato, e la band rimane composta da quattro elementi. Da quel momento si nota un cambiamento nel sound della band, che passa dall'influenza delle band prettamente anni sessanta, ad un suono più ruvido e grezzo, influenzato principalmente dalle prime band proto-punk dei primi anni settanta (soprattutto di gruppi come MC5, Stooges e Flamin' Groovies). Nel 1988 quindi vengono pubblicati gli album Live at the Forum (live) e Overdose, che testimoniano il cambiamento di direzione della band. Con il successivo Primary Domain del 1989 assistiamo all'affinamento del suono della band, che tenendo come base sempre il suono dei primi anni settanta, introduce una venatura blues, che troveremo anche nel successivo Roll Out the Red Carpet del 1991. Tra questi due album, nel 1990 viene pubblicata la compilation Moxie's Revenge, che è composta da b-side e pezzi fino ad allora inediti, e Gene Trautmann viene sostituito da Aaron Sperske. La band però si scioglie nel 1992, anno nel quale registra anche l'ultimo lavoro, Anatomy of a Creep, pubblicato solo nel 1995 dalla casa discografica Triple X.

## Curiosità
- Joe Sacco nel suo libro Io e il rock racconta il tour europeo dei Miracle Workers.

## Formazione

### Principale
- Gerry Mohr - voce
- Matt Rogers - chitarra (dal 1983)
- Robert Butler - basso (1986-1992)
- Gene Trautmann - batteria (1984-1990)

### Altri componenti
- Joel Barnett - basso (1982-1986)
- Denny Demiankow - tastiere, chitarra (1983-1986)
- Ron Sheridan - batteria (1983)
- Aaron Sperske - batteria (1990-1992)

## Discografia

### Album in studio
- 1985 - Inside Out (LP, Voxx/Bomp)
- 1988 - Overdose (LP, Glitterhouse)
- 1989 - Primary Domain (LP, Glitterhouse)
- 1991 - Roll Out the Red Carpet (CD, Triple X)
- 1995 - Anatomy of a Creep (CD, Triple X)

### Album dal vivo
- 1988 - Live at the Forum (LP, Glitterhouse)

### Raccolte
- 1990 - Moxie's Revenge (CD, Skyclad)

### EP
- 1983 - Miracle Workers (EP, Moxie Records)
- 1984 - 1000 Micrograms of the Miracle Workers (EP, Sounds Interestings Records)